# Белл Кэллоуэй, Ванесса
Ванесса Белл Кэллоуэй (англ. Vanessa Bell Calloway; род. 20 марта 1957, Толидо, Огайо) — американская актриса.

## Ранние годы
Ванесса Белл родилась в Кливленде, штат Огайо. Она получила степень бакалавра изобразительных искусств от Университета Огайо.

## Карьера
Белл Кэллоуэй начала карьеру как танцовщица в бродвейском мюзикле «Девушки мечты». В 1984 году она дебютировала на телевидении, в дневной мыльной опере «Все мои дети», а затем появлялась в «Дни нашей жизни», прежде чем переместиться в прайм-тайм с эпизодическими ролями в «Династия 2: Семья Колби», «Фэлкон Крест», «227», «Закон Лос-Анджелеса», «Чайна-Бич» и «Другой мир».
В 1988 году Белл Кэллоуэй сыграла невесту Эдди Мерфи в кинофильме «Поездка в Америку». Её большим успехом стала роль в биографическом фильме о жизни Тины Тернер «На что способна любовь» (1993), которая принесла ей первую номинацию на NAACP Image Award. После этого она появлялась в фильмах «Чернильница» (1994), «Багровый прилив» (1995), «Дневной свет» (1996), «Братья» (2001), «Байкеры» (2003), «Любовь ничего не стоит» (2003), «Оптом дешевле» (2003) и «Добро пожаловать в Лэйквью» (2008).
В ходе 1990-х Белл Кэллоуэй имела регулярные роли в недолго просуществовавших сериалах «Равное правосудие» (ABC, 1990), «Ритм и блюз» (NBC, 1992) и «Под одной крышей» (CBS, 1995). «Под одной крышей» тем временем несмотря на свою недолговечность стал первой прайм-тайм мыльной оперой об афро-американской семье. Также она снималась в ряде телефильмов, включая «Американская мечта» (1996) и «Темптейшенс» (1998), также отмечаясь номинациями на NAACP Image Award. В 2000-х она брала на себя второстепенные роли в сериалах «Восточный парк», «Бостонская школа», «Сестра Готорн», «Риццоли и Айлс» и «Бесстыдники». В 2016 году, после успеха прайм-тайм мыльной оперы Fox «Империя», появился спрос на афро-американские программы. Белл Кэллоуэй в итоге стала исполнительницей главной роли в сериале Bounce TV «Святые и грешники».

## Личная жизнь
С 1988 года она замужем за доктором Энтони Кэллоуэем, у них две дочери.

## Избранная фильмография
| Год       |   | Русское название | Оригинальное название | Роль                  |
| --------- | - | ---------------- | --------------------- | --------------------- |
| 2010      | с | Декстер          | Dexter                | доктор Ванесса Абрамс |
| 2011—2021 | с | Бесстыжие        | Shameless             | Кэрол Фишер           |